# Carmen Cerdeira
María del Carmen Cerdeira (ur. 27 września 1958 w Ceucie, zm. 2 sierpnia 2007 tamże) – hiszpańska polityk, prawnik, urzędnik rządowy, od 1999 do 2004 deputowana do Parlamentu Europejskiego.
Z zawodu adwokat. Absolwentka studiów prawniczych na Uniwersytecie w Sewilli. W 1983 została radną Ceuty. Od 1986 do 1993 zasiadała w Senacie, wyższej izbie Kortezów Generalnych III i IV kadencji. Później była delegatem hiszpańskiego rządu w Ceucie (1994–1996).
W wyborach w 1999 z ramienia Hiszpańskiej Socjalistycznej Partii Robotniczej uzyskała mandat posłanki do Parlamentu Europejskiego V kadencji. Była członkinią grupy socjalistycznej. Pracowała m.in. w Komisji Wolności i Praw Obywatelskich, Sprawiedliwości i Spraw Wewnętrznych. W PE zasiadała do 2004.